# Sanitätsführungskommando
Das Sanitätsführungskommando (SanFüKdo) führte als eine der beiden höheren Kommandobehörden des Zentralen Sanitätsdienstes der Bundeswehr die vier Sanitätskommandos sowie das Kommando Schnelle Einsatzkräfte Sanitätsdienst (Kdo SES). Jedem Sanitätskommando unterstanden ein bis zwei Bundeswehrkrankenhäuser, jeweils ein Sanitäts- und ein Lazarettregiment und alle Einrichtungen für die ambulante allgemeinmedizinische und die fachärztliche sowie die zahnärztliche Versorgung. Dies schloss die in diesen Einrichtungen integrierten Kräfte des Truppensanitätsdienstes zur Unterstützung von Ausbildungs- und Übungsvorhaben der Einheiten und Verbände am jeweiligen Standort ein. Damit unterstand dem Sanitätsführungskommando der überwiegende Teil der sanitätsdienstlichen Kräfte und Mittel mit insgesamt rund 19000 Soldaten und 4500 zivilen Mitarbeitern.
Als Nachfolger fungiert das Kommando Sanitätsdienst in Koblenz.

## Aufgaben des Sanitätsführungskommandos
Das Sanitätsführungskommando
- gewährleistet mit den unterstellten Kräften die sanitätsdienstliche Versorgung der Soldaten der Bundeswehr sowie die sanitätsdienstliche Ausbildungs- und Übungsunterstützung in Deutschland,
- ist verantwortlich für die Planung und Vorbereitung des Einsatzes sanitätsdienstlicher Kräfte nach Vorgaben des Einsatzführungskommandos und in Zusammenarbeit mit den Führungskommandos der Teilstreitkräfte und der Streitkräftebasis,
- stellt hochpräsente, schnell verfügbare Kräfte für zeitkritische Einsätze im Rahmen der Krisenreaktion und der humanitären Hilfeleistung,
- ist verantwortlich für Planung, Koordination und Steuerung des Verwundetenlufttransportes auf Mittel- und Langstrecke (StratAirMedEvac) bei Einsätzen und Übungen,
- führt kleine Einsätze gemäß Entscheidung des Bundesministeriums der Verteidigung selbst,
- legt sanitätsdienstliche Übungsinhalte in Abstimmung mit Heer, Luftwaffe, Marine und Streitkräftebasis fest,
- plant und koordiniert zentral die Übungsbeteiligung von Kräften des Zentralen Sanitätsdienstes der Bundeswehr (ZSanDstBw) bei nationalen und internationalen Übungen,
- nimmt für den Sanitätsdienst zentrale Aufgaben auf den Gebieten Organisation, Stationierung, Militärische Sicherheit sowie Alarmierung und Mobilmachung wahr.

## Unterstellte Truppenteile

### Sanitätskommando I bis IV
- Sanitätskommando I (Nord) in Kiel

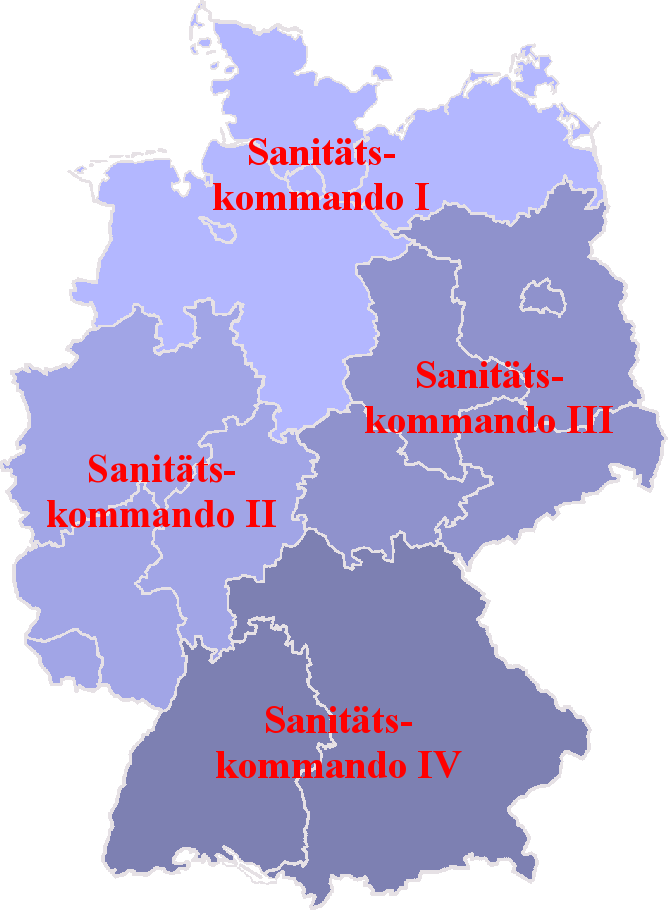
Territoriale Gliederung des Sanitätsführungskommandos

- Sanitätskommando II (West) in Diez
- Sanitätskommando III (Ost) in Weißenfels
- Sanitätskommando IV (Süd) in Bogen

## Geschichte

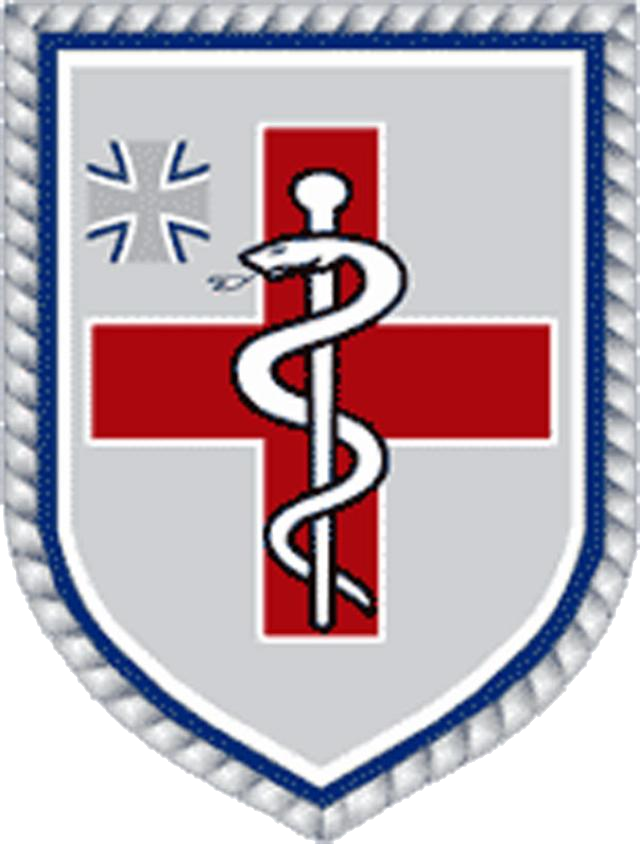
Internes Verbandsabzeichen

Der im Jahr 2000 entstandene Zentrale Sanitätsdienst der Bundeswehr bedurfte einer Führungsstruktur. Den Heer, Luftwaffe, Marine und Streitkräftebasis vergleichbaren Aufträgen und Aufgaben entsprechend wurde für diesen Organisationsbereich das Zweisäulenmodell mit einem Führungskommando (Sanitätsführungskommando) und einem Fachamt (Sanitätsamt) gewählt.

## Befehlshaber
Erster Befehlshaber des Sanitätsführungskommandos, das in der Rhein-Kaserne in Koblenz stationiert war, war seit seiner Aufstellung am 3. Juli 2001 in Bonn Generaloberstabsarzt Erich Wolfgang Bick. Ihm folgte am 18. Dezember 2007 Generaloberstabsarzt Jürgen Blätzinger, der am 1. April 2011 in den Ruhestand versetzt wurde. Auf Grund der zu erwartenden Umstrukturierungen im Rahmen der Neuausrichtung der Bundeswehr wurde der Dienstposten des Befehlshabers nicht nachbesetzt. Das Kommando wurde bis zu seiner Auflösung vom stellvertretenden Befehlshaber geführt.
Stellvertreter des Befehlshabers SanFüKdo war vom 27. September 2006 Ingo Patschke. Ihm folgte am 21. September 2011 Detlev Fröhlich.